# Nedre Vindelforsarnas naturresrvat
Nedre Vindelforsarnas naturreservat är ett naturreservat i Vindelns kommun i Västerbottens län.
Området är naturskyddat sedan 2024 och är 636 hektar stort. Reservatet ligger strax söder om Vindeln och består av en sträcka av Vindelälven och dess stränder med lövrika barrblandskogar.